# Siergiej Jurski
Siergiej Juriewicz Jurski (ros. Сергeй Юрьевич Юрский; ur. 16 marca 1935 w Leningradzie, zm. 8 lutego 2019 w Moskwie) – radziecki i rosyjski aktor filmowy i teatralny.

## Życiorys
Był synem dyrektora cyrku i nauczycielki muzyki. W 1957 ukończył studia na wydziale aktorskim Leningradzkiego Instytutu Teatralnego im. A. Ostrowskiego. Po studiach pracował w Wielkim Teatrze Dramatycznym im. M. Gorkiego. W 1978 przeniósł się do Moskwy, gdzie pracował w Teatrze im. Mossowietu.
W 1957 zadebiutował niewielką rolą w filmie Ulica połna nieożidannostiej. Sławę przyniosła mu główna rola w filmie Republika SZKID, (reż. Giennadij Połoka). Do 2009 wystąpił w 47 filmach. Napisana przez niego powieść „Czernow” stała się podstawą scenariusza do filmu. W 1987 został uhonorowany tytułem Ludowego Artysty RSFRR.
W życiu prywatnym był dwukrotnie żonaty. Obie żony (Zinaida Szarko, Natalia Tieniakowa) były aktorkami. Miał córkę Darię, także aktorkę.
Pochowany na Cmentarzu Trojekurowskim w Moskwie.

## Filmografia
- 1959: Dostigajew i inni
- 1959: Baśń o nowożeńcach
- 1961: Człowiek znikąd
- 1963: Niedostępna aktorka jako Nikita Baturin
- 1966: Republika SZKID jako Wikniksor
- 1968: Złote cielę jako Ostap Bender
- 1976: Derwisz wysadza Paryż jako Monsieur Jourdain
- 1979: Nie można zmienić miejsca spotkania jako Gruzdiew
- 1980: Tajemnica Edwina Drooda jako Decher
- 1981: Nie bój się, jestem z tobą jako posterunkowy
- 1984: Miłość i gołębie jako Mitia
- 1990: Czernow jako Arnold
- 1993: Pistolet z tłumikiem jako szpieg amerykański
- 1996: Królowa Margot jako Rene
- 2008: Ojcowie i dzieci jako Wasilij Iwanowicz
- 2009: Kolacja ze Stalinem jako Stalin
- 2009: Półtora pokoju jako ojciec

## Nagrody i wyróżnienia
W 1995 został odznaczony Orderem Honoru, a w 1999 Medalem Puszkina.